# (3470) Yaronika
(3470) Yaronika est un astéroïde de la ceinture principale.

## Description
(3470) Yaronika est un astéroïde de la ceinture principale. Il fut découvert le 6 mars 1975 à Naoutchnyï par Nikolaï Tchernykh. Il présente une orbite caractérisée par un demi-grand axe de 2,35 UA, une excentricité de 0,14 et une inclinaison de 2,6° par rapport à l'écliptique.

## Compléments